# Knud Rasmussens mindeekspedition til Kap Seddon
Knud Rasmussens mindeekspedition til Kap Seddon er en dansk dokumentarfilm fra 1982, der er instrueret af Jørgen Roos efter eget manuskript.

## Handling
I 1903 rejste Knud Rasmussen med hundeslæde over Melville Bugt, fra Thule til Kap Seddon. To unge danskere og en del udstyr skulle bringes ned til en videnskabelig station, og på den årstid kan det kun lade sig gøre med slæder og hunde. Starten gik i april måned. Mindeekspeditionen, som så vidt muligt skulle følge kystlinjen i Knud Rasmussens spor til Kap Seddon, en strækning på ca. 600 km, bestod af 7 slæder, 14 mennesker og 107 hunde. Når det netop var Kap Seddon, der var målet for ekspeditionen, skyldes det iagttagelser, Knud Rasmussen selv gjorde under sine rejser over Melvillebugten. Filmen beskriver de 17 dage undervejs. Efter nogle dages ophold returnerer fangerne fra Thule. De skal hjem, før isen bryder op. Men arkæologerne bliver for at gøre stationen klar til det hold videnskabsmænd, som kommer et par måneder efter, og som i løbet af sommeren skal studere klimaforhold, foretage opmålinger og udgravninger. Alt sammen skal ske, før de hentes af inspektionsskibet Beskytteren, og før isen lukker Melvillebugten.